# Аргумент от экспертного мнения

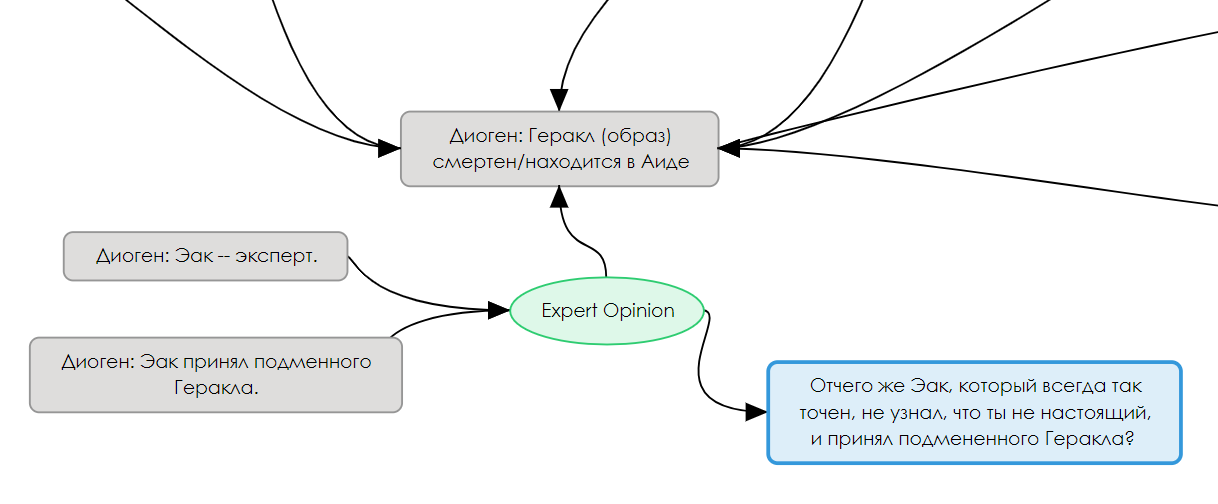
Графическое изображение аргумента от экспертного мнения в рамках картирования в «OVA»

Аргумент от экспертного мнения — умозаключение, предъявляемое в диалоге и направленное на убеждение аудитории на основании того, что высказанный тезис поддержан мнением признанного эксперта в данной области. Это понятие активно используется в современной теории аргументации. В обиходной речи аргумент от экспертного мнения является одним из частотных. В современной программе OVA, предназначенной для картирования аргументов, аргумент от экспертного мнения можно найти под названием «Expert Opinion».

### Современная практика
Общая структура аргумента от экспертного мнения такова: большая посылка (источник Х является экспертом в области, к которой находится У), меньшая посылка (эксперт Х утверждает, что У истинно/ложно), заключение (правдоподобным образом У считается истинным/ложным).
В повседневной речевой практике аргумент от экспертного мнения выглядит одним из надёжных. С ним связан также вопрос доверия к источнику, актуальный в рамках подходов критического мышления. В основе этого аргумента лежит вера, доверие к эксперту. В академической практике необходимость ссылаться на релевантную научную литературу возведена в абсолют, как отмечает И. Пименов. Также на сегодняшний день развит институт научной экспертизы, например судебной или лингвистической, к которой прибегают стороны в попытке обосновать и подкрепить своё мнение. Выводы экспертизы используются в качестве аргумента в суде. Несмотря на риск ангажированности, связанный с подбором экспертов, развитие данного института и использование этого аргумента в суде является одним из признаков демократии.

### История развития
Как отмечают исследователи, склонность ссылаться на мнение эксперта была обнаружена ещё в античности, где, однако, не была исследована в качестве отдельного элемента аргументации. Так, Б. Кассен в работе «Эффект софистики» рассматривает речи Горгия, ссылавшегося на Гомера и многих своих современников. Даже  постоянно встречающиеся в Берешит слова Бога: «Ибо Я Господь, Бог твой», — произносимые Им в качестве напоминания о необходимости следовать Его воле, также можно рассматривать как древние памятники обращения к аргументу от экспертного мнения, где Бог — абсолютный эксперт.
Однако несмотря на то, что ещё в библейские времена в спорах нередко прибегали к ссылке на экспертное мнение, концептуальное развитие этот аргумент получил в аргументационной теории, созданной во второй половине прошлого века и переживающей подъём с 2010-х годов. В русскоязычном научном пространстве такие авторы, как Е. Н. Лисанюк, И. Б. Микиртумов и А. И. Мигунов проанализировали и описали аргумент от экспертного мнения.

### Правдоподобные аргументы и экспертное мнение
Аргумент от экспертного мнения относится к правдоподобным аргументам, то есть к тем, что основаны не на логической форме, а на правдоподобии обобщения, которое, в свою очередь, может ссылаться на различные аспекты информации, излагаемой в споре, в том числе на мнения экспертов по данному вопросу. Правдоподобные аргументы восходят к классу презумптивных аргументов, нацеленных дать приемлемое обоснование истинности заключения в условиях недостатка информации, её отсутствия или неясной достоверности, не исключая разумного сомнения.
Аргумент от экспертного мнения не следует путать со ссылкой на общее мнение (аргумент к мнению толпы) либо на общее действие или правило действия. Также аргумент от экспертного мнения следует отличать от ссылки на авторитеты, которые не обязательно являются экспертами в данной области, однако влияют на мнения некоторых людей, например знаменитости, высказывающиеся по поводу инновационных продуктов. Для выявления и анализа рассматриваемого нами аргумента существуют специальные способы проверки аргумента.

### Способы проверки аргумента
Что характерно для правдоподобных аргументов, их заключение проверяется путём критических вопросов. Для аргумента от экспертного мнения существует шесть таких вопросов:
1. Вопрос об эксперте: Насколько Х надёжен как эксперт?
2. Об области экспертизы: Является ли Х экспертом в той области, к которой относится тезис?
3. О мнении: Из какого утверждения эксперта вытекает наш тезис?
4. О доверии: Заслуживает ли эксперт доверия лично как источник мнения?
5. О совместимости: Совместимо ли данное утверждение с утверждениями иных экспертов?
6. Об основании экспертного мнения: На каком свидетельстве основано наше утверждение?

Следование этим вопросам позволяет проверить аргумент от экспертного мнения, оценить его силу или слабость в диалоге, где, как было сказано выше, этот аргумент является одним из частотных.

### Примеры
Среди массы примеров (в том числе ссылки на научную литературу в данной статье) показательным можно назвать применение аргумента от экспертного мнения Лукианом Самосатским в книге «Разговоры в царстве мёртвых»: 
Диоген: Не Геракл ли это? Да это он, клянусь Гераклом! Лук, палица, львиная шкура, рост — Геракл с ног до головы! Значит, ты умер, будучи сыном Зевса? Послушай, победоносный, ты мёртв? Я тебе на земле приносил жертвы как богу.
Геракл: И хорошо делал! Сам Геракл живёт на небе вместе с богами «близ супруги Гебы цветущей», а я только его призрак.
Диоген: Как же это? Призрак бога? Можно ли быть наполовину богом, а наполовину мертвецом?
Геракл: Да, ибо умер не он, а я, его образ.
...
Диоген: Отчего же Эак, который всегда так точен, не узнал, что ты не настоящий, и принял подмененного Геракла?
Геракл: Оттого, что я в точности на него похож.
Диоген: Это правда! Сходство такое, что ты действительно и есть он сам. Как ты думаешь, не вышло ли наоборот, не ты ли сам Геракл, а призрак живёт с богами и женился на Гебе?

Геракл: Ты дерзок и болтлив. Если ты не перестанешь издеваться надо мной, я тебе сейчас покажу, какого бога я призрак!
В данном случае Диоген, стремясь доказать, что Геракл умер и находится в Аиде рядом с ним самим, заявляет, что Эак является экспертом по душам умерших и с точностью пропускает в Аид только мёртвых. Если Эак не учуял подмены Геракла, то никакой подмены и не было, намекает Диоген. Графическое строение этого аргумента можно увидеть на иллюстративном материале выше.